# Chars
Chars egy község Franciaországban. Lakosainak száma 2017 fő (2022. január 1.).

## Földrajza
Chars Bouconvillers, Moussy, Lavilletertre, Le Bellay-en-Vexin, Brignancourt, Marines, Neuilly-en-Vexin és Nucourt községekkel határos.